# Galleno
Gàlleno (Gàlleno) è una frazione del comune di Corteno Golgi, in alta Val Camonica, in provincia di Brescia.

## Geografia fisica

### Territorio
Galleno è una frazione di Corteno Golgi. Si trova di fronte al suo capoluogo, sulla sponda settentrionale dell'Ogliolo.

## Monumenti e luoghi d'interesse

### Architetture religiose
La chiesa di Galleno è:
- Chiesa di San bartolomeo, di struttura barocca. Un quadro ed una nota notarile conservati nella chiesa riferiscono di un intervento della madonna:

## Società

### Tradizioni e folclore
Gli scütüm sono nei dialetti camuni dei soprannomi o nomiglioli, a volte personali, altre indicanti tratti caratteristici di una comunità. Quello che contraddistingue gli abitanti di Galleno è Sguarù.

## Galleria d'immagini

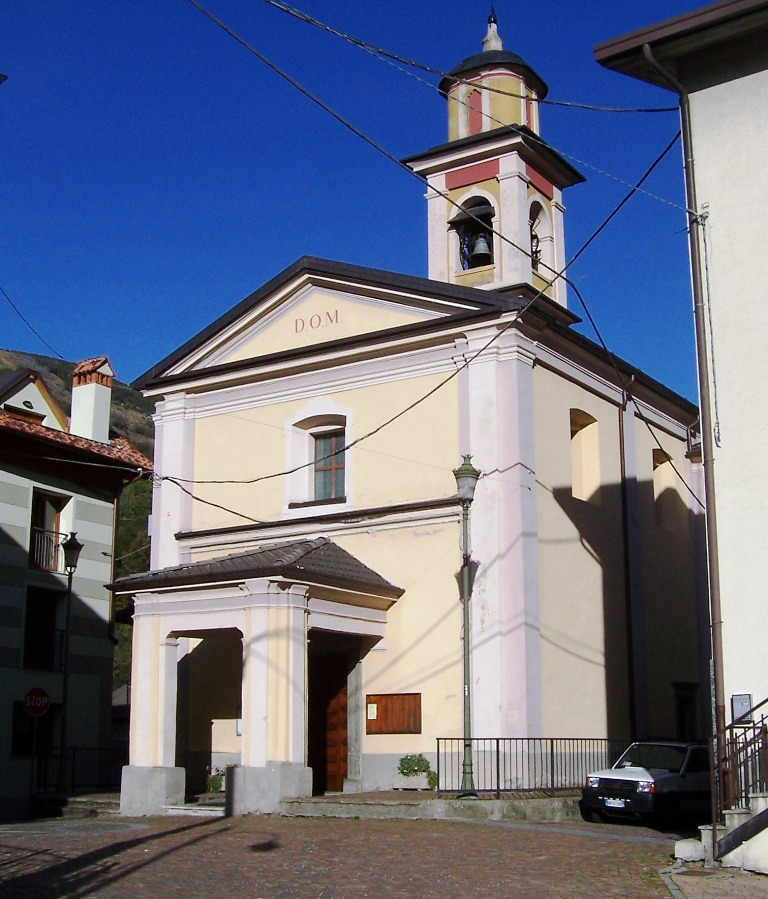
Chiesa parrocchiale
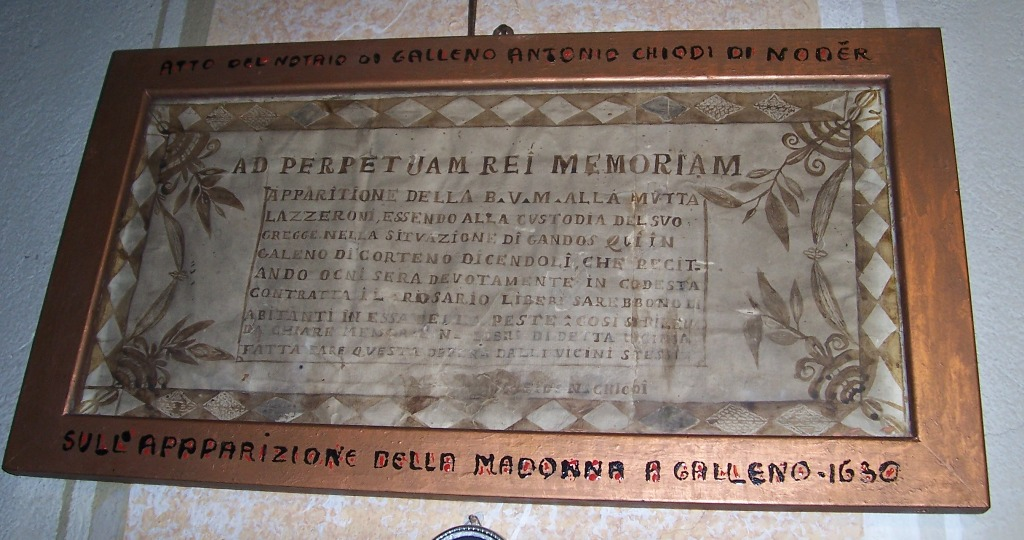
Apparizione madonna
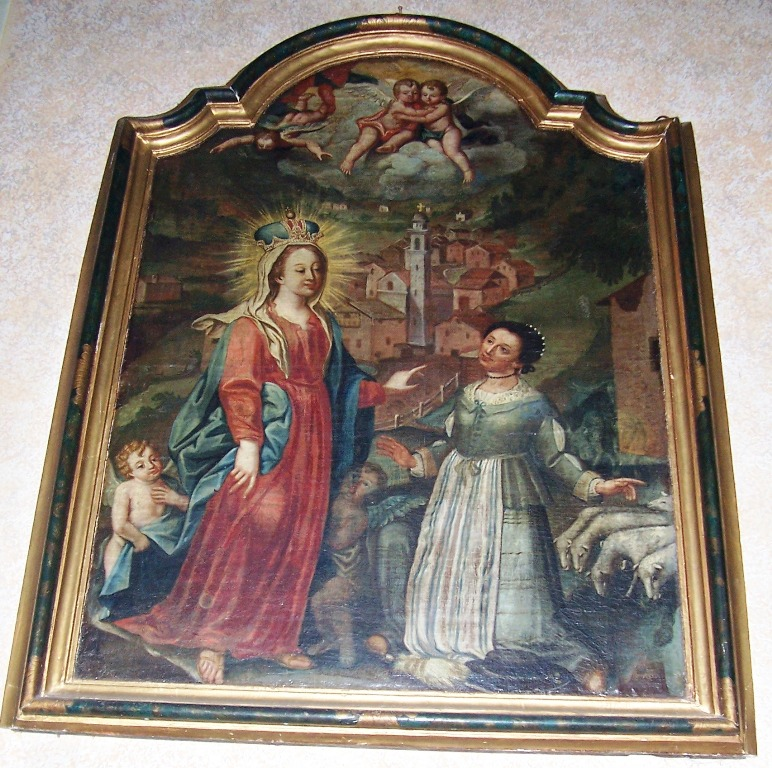
Apparizione madonna1